# Гетто в Беларуси в период Холокоста

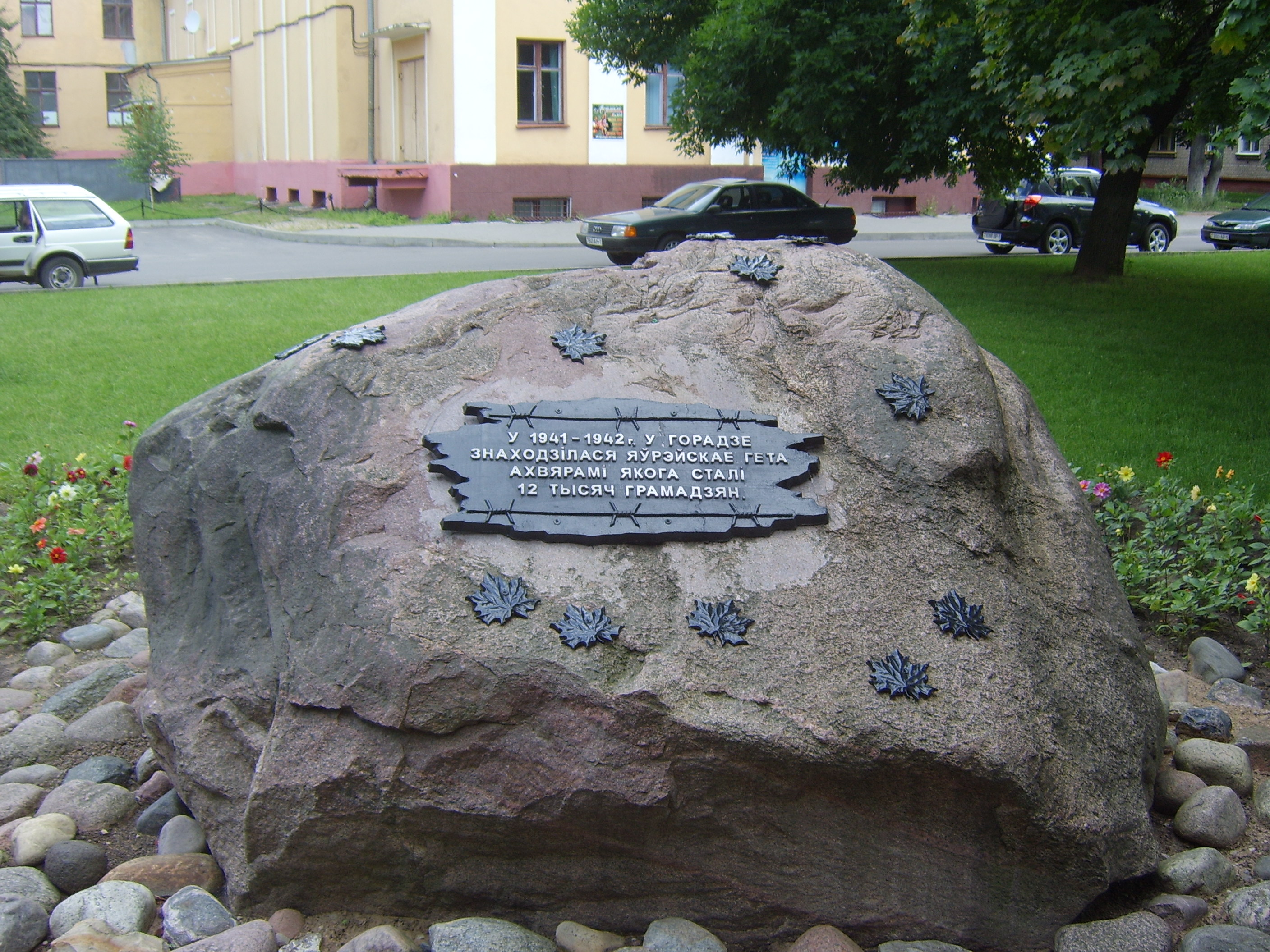
Памятный камень с табличкой на месте еврейского гетто в Барановичах

Гетто в Беларуси в период Холокоста (394 места) — жилые зоны на оккупированной немецкими нацистами территории БССР, куда насильственно перемещали евреев (или отделяли их другими способами) в целях изоляции от нееврейского населения. Эта изоляция была частью политики так называемого «окончательного решения еврейского вопроса», в рамках которой в Беларуси были убиты от 600 до 800 тысяч евреев.
Энциклопедия «Белоруссия в Великой Отечественной войне. 1941—1945» (бел. «Беларусь у Вялікай Айчыннай вайне. 1941—1945») утверждает, что «гетто были созданы во всех городах и населённых пунктах, где проживало еврейское население».
Список составлен на основе данных Национального архива Республики Беларусь (НАРБ), его областных отделений, Государственного архива Российской федерации (ГАРФ), а также других источников, и включает места на территории современной Беларуси, в которых немецкие оккупанты концентрировали еврейское население для последующего уничтожения в период Холокоста в 1941—1944 годах.

## Брестская область(59 гетто)
| населённый пункт                                       | дата уничтожения гетто    | число убитых евреев | источники |
| ------------------------------------------------------ | ------------------------- | ------------------- | --- |
| г. п. Антополь (2) Дрогичинского района                | 15 ноября 1942            | 3000 — 4000         | НАРБ, ф. 861, оп. 1, д. 3, л. 31; ГА Брестской области, ф. 514, оп. 1, д. 255, л. 18; ГАРФ, ф. 7021, оп. 83, д. 8, л. 1а |
| г. Барановичи                                          | декабрь 1942              | 12 000              | НАРБ, ф. 845, оп.1, д.6, л.19; НАРБ, ф. 861, оп. 1, д. 1, лл. 2, 17, 17об; ГАРФ, ф. 7021, оп. 81, д. 102, л. 3 |
| г. Берёза (2)                                          | октябрь 1942              | 8000                | ГА Брестской области, ф. 514, оп. 1, д. 273, л. 8об, 14, 28, 29; ГАРФ, ф. 7021, оп. 83, д. 9, л. 108 |
| д. Большие Чучевичи Лунинецкого района                 |                           |                     | Э. Н. Гнеўка, А. Л. Петрашкевіч i iнш. (рэдкал.), Т. В. Канапацкая (укладальнік). «Памяць. Лунінецкi раён», Мн., «Беларусь», 1995, стр. 481. ISBN 985-01-0029-X                                                                                       |
| г. Брест                                               | октябрь 1942              | до 20 000           | НАРБ, ф. 861, оп. 1, д. 3, л. 31; ГА Брестской области, ф. 514, оп. 1, д. 204, л. 2, 4, 5; ГА Брестской области, — ф. 201, оп. 1, д. 397, л. 62; ГА Брестской области, — ф. 201, оп. 1, д. 323, лл. 1-237; ГАРФ, ф. 7021, оп. 83, д. 10, лл. 2-15, 24 |
| г. п. Бытень Ивацевичского района                      | 25 декабря 1942           | от 2000 до 3000     | Бытень / Российская еврейская энциклопедия / Главный редактор Г. Г. Брановер. — Москва: Российская академия естественных наук, Российско-израильский знциклопедический центр «ЭПОС».                                                                  |
| д. Великорита Малоритского района                      | октябрь 1942              | более 80            | Холокост на территории СССР, 2011, с. 140 Архив УК ГБ Брестской области. — фонд 9, опись 24, дело 74, том 1, листы 120, 132—133 Государственный архив Российской Федерации (ГАРФ). — фонд 7021, опись 148, дело 1, листы 68, 303                      |
| д. Волчин Каменецкого района                           | сентябрь 1942             | около 700           | ГА Брестской области, — ф. 514, оп. 1, д. 60, л. 24 |
| г. Высокое Каменецкого района                          | январь 1942               | более 2800          | ГА Брестской области, — ф. 514, оп. 1, д. 60, л. 5об; ГАРФ, — ф. 7021, оп. 83, д. 13, л. 5 |
| г. п. Ганцевичи                                        | 14 августа 1942           | более 6000          | Ганцевичи / Российская еврейская энциклопедия / Главный редактор Г. Г. Брановер. — Москва: Российская академия естественных наук, Российско-израильский знциклопедический центр «ЭПОС».                                                               |
| д. Городец Кобринского района                          | 1942                      | 269                 | Г. К. Кісялёў (галоўны рэдактар), Ю. А. Барысюк, Н. М. Кладчанка i iнш. (рэдкал.), Л. Р. Казлоў (укладальнік). «Памяць. Кобрынскi раён», Минск, «БЕЛТА», 2002, с. 154 ISBN 985-6302-44-7                                                              |
| г. п. Городище Барановичского района                   | 21 октября 1941           | около 2000          | НАРБ, — ф. 845, оп. 1, д. 6, л. 32; ГАРФ, — ф. 7021, оп. 81, д. 102, лл. 29, 38 |
| д. Городная Столинского района                         | 1942                      | 653                 | Городная / Российская еврейская энциклопедия / Главный редактор Г. Г. Брановер. — Москва: Российская академия естественных наук, Российско-израильский знциклопедический центр «ЭПОС».                                                                |
| г. п. Давид-Городок Столинского района                 | 10 сентября 1942          | около 4300          | Давид-Городок / Российская еврейская энциклопедия / Главный редактор Г. Г. Брановер. — Москва: Российская академия естественных наук, Российско-израильский знциклопедический центр «ЭПОС».                                                           |
| д. Дивин Кобринского района                            | сентябрь 1942             | более 1 000         | ГА Брестской области, — ф. 514, оп. 1, д. 125, л. 2, 10; ГАРФ, — ф. 7021, оп. 83, д. 13, л. 5 |
| г. п. Домачево Брестского района                       | 20 сентября 1942          | 20 000              | НАРБ. — ф. 4683, оп. 3, д. 1043, л. 133; ГА Брестской области — ф. р-514, оп. 1, д. 195, лл. 8, 11об, 51-56; ф. 514, оп. 1, д. 219, лл. 195, 293, 298; ГАРФ. — ф. 7021, оп. 83, д. 14, л. 8;                                                          |
| г. Дрогичин (2)                                        | 2 ноября 1942             | около 3 500         | ГАРФ, — ф. 7021, оп. 90, д. 28, лл. 4-20 |
| д. Жабинка                                             | 21 октября 1942           | 800                 | ГАРФ, — ф. 7021, оп. 83, д. 238, лл. 112—113; |
| г. Иваново                                             | 27 сентября 1942          | до 3 500            | НАРБ, — ф. 845, оп. 1, д. 13, л. 23; ф. 845, оп. 1, д. 75, лл. 1-3;ф. 861, оп. 1, д. 11, л. 46; ЗГА в г. Пинске, — ф. 118, оп. 1, д. 5, 9; ГАРФ, — ф. 7021, оп. 90, д. 27, л. 1                                                                       |
| г. п. Ивацевичи                                        | 11 августа 1942           | более 1000          | НАРБ, — ф. 861, оп. 1, д. 3, л. 53; ГАРФ, — ф. 7021, оп. 3, д. 19, л. 4 |
| г. Каменец (2)                                         | ноябрь 1942               | 5000                | ГА Брестской области, — ф. 514, оп. 1, д. 151, л. 4; ГАРФ, — ф. 7021, оп. 83, д. 16, л. 2 |
| г. Кобрин (2)                                          | 14 октября 1942           |                     | Г. К. Кісялёў, Ю. А. Барысюк, Н. М. Кладчанка i iнш. «Памяць. Кобрынскi раён», Минск, «БЕЛТА», 2002, стр. 152 ISBN 985-6302-44-7 |
| д. Кожан-Городок Лунинецкого района                    | 3 сентября 1942           | около 1000          | НАРБ, ф. 861, оп. 1, д. 11, л. 4; ЗГА в г. Пинске, ф. 118, оп. 1, д. 5, 9; ГАРФ, ф. 7021, оп. 90, д. 31, лл. 2, 2об. |
| д. Константиново Пружанского района                    | октябрь 1942              | примерно 180        | НАРБ, — ф. 1440, оп. 3, д. 771, лл. 126—131; |
| г. Коссово Ивацевичского района                        | 25 августа 1942           | 4500                | НАРБ, ф. 861, оп. 1, д. 3, лл. 40, 53; ГА Брестской области, ф. 514, оп. 1, д. 321, лл. 8, 63; ГАРФ, ф. 7021, оп. 83, д. 19, л. 4 |
| д. Лахва Лунинецкого района                            | 3 сентября 1942           | около 2000          | НАРБ, ф. 845, оп. 1, д. 13, л. 2; НАРБ, ф. 861, оп. 1, д. 11, л. 4; ЗГА в г. Пинске, ф. 118, оп. 1, д. 5, 9; ГАРФ, ф. 7021, оп. 90, д. 31, лл. 2, 2об.                                                                                                |
| д. Линово Пружанского района                           | первая половина июня 1942 |                     | ЛИНОВО / Российская еврейская энциклопедия / Главный редактор Г. Г. Брановер. — Москва: Российская академия естественных наук, Российско-израильский знциклопедический центр «ЭПОС».                                                                  |
| д. Логишин Пинского района                             | август 1941               | около 1000          | ЛОГИШИН / Российская еврейская энциклопедия / Главный редактор Г. Г. Брановер. — Москва: Российская академия естественных наук, Российско-израильский знциклопедический центр «ЭПОС».                                                                 |
| д. Лунин Лунинецкого района                            | 1942                      | более 100           | Холокост на территории СССР, 2011, с. 542 |
| г. Лунинец                                             | сентябрь 1942             | более 3000          | НАРБ, ф. 845, оп. 1, д. 13, лл. 12, 12об., 13; НАРБ, ф. 845, оп. 1, д. 57, л. 37; ЗГА в г. Пинске, ф. 118, оп. 1, д. 5, 9 |
| д. Лысково Пружанского района                          | 2 ноября 1942             | около 700           | I.П. Шамякін (галоўны рэдактар), Г. К. Кісялёў, Я. В. Малашэвіч i iнш. (рэдкал.) «Памяць. Гісторыка-дакументальная хроніка Пружанскага раёна», Мн., «Беларуская энцыклапедыя», 1992, стр. 243—244, ISBN 5-85700-094-7                                 |
| д. Лыщицы Брестского района                            | сентябрь 1942             | около 700           | Холокост на территории СССР, 2011, с. 551 |
| г. Ляховичи                                            | май 1943                  | около 5000          | НАРБ, ф. 845, оп. 1, д. 57, л. 28; НАРБ, ф. 861, оп. 1, д. 1, л. 102а; ЗГА в г. Барановичи, ф. 616, оп. 1, д. 70, 73; ГАРФ, ф. 7021, оп. 81, д. 102                                                                                                   |
| д. Малеч Березовского района                           | октябрь 1941              | 750                 | А. Кенда. Политика немецких властей в отношении еврейского населения в м. Малеч в июне — октябре 1941 г. // журнал «Цайтшрифт»., Минск-Вильнюс, 2013, том 8(3), стр. 44-52, ISSN 20299486                                                             |
| г. п. Малорита                                         | июнь 1942                 | около 3000          | ГА Брестской обл., ф. 514, оп. 1, д. 119, 195, 273, 298; ГА Брестской обл., ф. 514, оп. 1, д. 258, л. 38; ГАРФ, ф. 7021, оп. 83, д. 25, лл. 64-74 |
| д. Меречёвщина (Меречовщина) Ивацевичского района      | 25 августа 1942           | более 1400          | ГА Брестской области, ф. 514, оп. 1, д. 321, лл. 8, 63; ГАРФ, ф. 7021, оп. 83, д. 19, л. 4 |
| пос. Микашевичи Лунинецкого района                     | 6 августа 1942            | более 400           | ГА Брестской области, ф. 2733, оп. 1, д. 40, л. 4; Архив Яд Вашем, — документ ТР-Ю (786) |
| д. Молчадь Барановичского района                       | июль 1942                 | около 3700          | НАРБ, ф. 845, оп. 1, д. 6, л. 31; ЗГА в г. Барановичи, ф. 616, оп. 1, д. 70, 73; ГАРФ, ф. 7021, оп. 81, д. 102, лл. 28, 41 |
| д. Мотоль Ивановского района                           | весна 1942                | около 3000          | НАРБ, ф. 845, оп. 1, д. 13, л. 23; НАРБ, ф. 861, оп. 1, д. 11, л. 42; НАРБ, ф. 4683, оп. 3, д. 746, л. 1; |
| д. Новая Мышь Барановичского района                    | август 1942               | около 2000          | Холокост на территории СССР, 2011, с. 650—651 |
| г. Пинск                                               | 28 октября 1942           | около 17 000        | НАРБ, ф. 845, оп. 1, д. 11, л. 140; ф. 845, оп. 1, д. 13, л. 1; ГА Брестской области, ф. 2135, оп. 2, д. 136, л. 140; ЗГА в г. Пинске, ф. 118, оп. 1, д. 5, 9; ГАРФ, ф. 7021, оп. 90, д. 24, лл. 1, 1об.;                                             |
| д. Погост-Загородский Пинского района                  | 15 августа 1942           | 1200                | Смиловицкий, 2000, с. 220—222 |
| д. Полонка Барановичского района                       |                           | 350                 | Яд Вашем. Проект документации и увековечения имен евреев, погибших в период Шоа. Брестская область. Архивировано 2 июня 2016 года. |
| г. Пружаны                                             | 31 января 1943            | около 10 000        | НАРБ, ф. 861, оп. 1, д. 3, л. 36; |
| г. п. Рудня (Бытенский сельсовет) Ивацевичского района | 25 июля 1942              | около 2000          | Холокост на территории СССР, 2011, с. 877—878 |
| д. Ружаны Пружанского района                           | ноябрь 1942               | около 4000          | ГА Брестской области, ф. 514, оп. 1, д. 204, лл. 2, 4, 5; ГАРФ, ф. 7021, оп. 83, д. 22, лл. 4-6; |
| д. Святая Воля Ивацевичского района                    | март 1942                 | около 1000          | В. П. Касько, Г. К. Кісялёў, У. М. Макар i iнш. (рэдкал.), М. В. Банасевіч, В. П. Касько i iнш.(укладальнікi). «Памяць. Iвацэвіцкi раён», Мн., издательство «БЕЛТА», 1997, стр. 251, 253, 256. ISBN 985-6302-06-4                                     |
| г. Столин                                              | 11 сентября 1942          | более 8000          | Г.К. Кісялёў, В. М. Очкіна i iнш. (рэдкал.), Ю. С. Юркевіч (укладальнік) «Памяць. Столінскi раён», Мн., изд. БЕЛТА, 2003, c. 230 ISBN 985-6302-49-8                                                                                                   |
| г. Столовичи                                           | май 1943                  |                     | История спасения. Доленга-Вжосек Тереза. Архивировано 23 октября 2017 года. |
| г. Телеханы Ивацевичского района                       | август 1941               | около 2000          | В. П. Касько, Г. К. Кісялёў, У. М. Макар i iнш. (рэдкал.), М. В. Банасевіч, В. П. Касько i iнш.(укладальнікi). «Памяць. Iвацэвіцкi раён», Мн., издательство «БЕЛТА», 1997, стр. 251. ISBN 985-6302-06-4                                               |
| д. Томашовка Брестского района                         | июль 1942                 | 2200                | НАРБ, ф. 861, оп. 1, д. 3, л. 5; ГА Брестской области, ф. 514, оп. 1, д. 195, лл. 5, 5об., 9, 16, 17; ГАРФ, ф. 7021, оп. 83, д. 14, л. 5об.; |
| д. Ходосы Жабинковского района                         | осень 1942                | 196                 | Трансграничный информационный центр. Зеленые маршруты. Архивировано 8 декабря 2015 года. |
| д. Хомск Дрогичинского района                          | август 1941               | около 2000          | С. Граник. «Трагедия местечка Хомск», газета «Наш край — Загородье», издатель: Военно-исторический музей г. Дрогичина, № 16-17, август 2012 года, с. 5                                                                                                |
| д. Чернавчицы Брестского района                        | октябрь 1942              | около 1000          | ГА Брестской области, ф. 514, оп. 11, д. 41, л. 17; ф. 514, оп. 1, д. 41, лл. 19-20; |

## Витебская область(87 гетто)
| населённый пункт                              | дата уничтожения гетто     | число убитых евреев | источники |
| --------------------------------------------- | -------------------------- | ------------------- | --- |
| г. п. Бабиновичи Лиозненского района          | март 1942                  |                     | А. Шульман, Следы на земле. Минск, Медисонт, 2009, стр. 161 |
| д. Баево Дубровенского района                 | октябрь 1941               | около 200           | [ 3 ] |
| д. Банонь (совхоз) Полоцкого района           |                            |                     | ГАРФ. ф. 7021, оп. 1, д. 210, л. 5; ГАРФ. ф. 7021, оп. 92, д. 210, л. 5; ЗГА в Полоцке, ф. 687, оп. 1, д. 3, л. 1 |
| д. Барань Оршанского района                   | 8 апреля 1942              | около 50            | Г. Винница, Слово памяти, Орша, Оршанская типография, 1997, с. 55 Г. П. Пашкоў, Т. Г. Iгнацьева i iнш. (рэдкал.). «Памяць. Орша. Аршанскi раён». Гісторыка-дакументальная хроніка гарадоў і раѐнаў Беларусі. У 2 кнігах. Кніга 2-я (бел.). — Минск: "Беларуская энцыклапедыя", 2000. — ISBN 985-11-0170-2. Архив Мемориального Института Яд Вашем (Иерусалим). — Фонд М-33. — Д. 446. — Л. 47. |
| г. п. Бегомль Докшицкого района               | 2 октября 1941             | около 700           | НАРБ, ф. 1363, оп. 1, д. 1365, лл. 79-86; ГАРФ. ф. 7021, оп. 87, д. 1, л. 2 |
| д. Бешенковичи Бешенковического района        | 1941                       | 2900                | НАРБ ф. 845, оп. 1, д. 7, л. 1; ГАРФ. ф. 7021, оп. 84, д. 1, л. 78 |
| д. Бобыничи Полоцкого района                  | декабрь 1941 и январь 1942 | 108                 | НАРБ, ф. 845, оп. 1, д. 64, л. 27; НАРБ, ф. 861, оп. 1, д. 13, л. 143 |
| г. п. Богушевск Сенненского района            | 5 сентября 1941            | более 70            | Зверства немецко-фашистских захватчиков, М., 1945, вып. 14, стр. 42 |
| д. Борковичи Верхнедвинского района           | сентябрь 1941              | более 100           | Винница Г. Р. Приложение Б. Гетто на оккупированной территории Восточной Беларуси / Холокост на оккупированной территории Восточной Беларуси в 1941—1944 годах. — Минск: Ковчег, 2011. — С. 332. — 360 с. — 150 экз. — ISBN 978-985-6950-96-7. |
| д. Боровуха-1 Полоцкого района                | 13 января 1942             | 115                 | Архив полоцкого краеведческого музея, д. 6, л. 7; ЗГА в Полоцке, ф. 687, оп. 1, д. 3, л. 2 |
| д. Боровуха-2 Полоцкого района                | 3 февраля 1942             | до 8000             | [ 4 ] |
| г. Браслав (3)                                | 3 июня 1942                | 2000                | НАРБ, ф. 845, оп. 1, д. 64, л. 23-24; НАРБ, ф. 370, оп. 1, д. 483, л. 15; ГАРФ. ф. 7021, оп. 92, д. 209, лл. 3-5, 9, 21, 22об., 23об., 28об.; |
| г. Верхнедвинск (Дрисса)                      | 2 февраля 1942             | около 800           | НАРБ, ф. 861, оп. 1, д. 13, л. 85 |
| г. п. Ветрино Полоцкого района                | январь 1942                | до 59               | НАРБ. ф. 845, оп. 1, д. 64, лл. 26-27; НАРБ. ф. 845, оп. 1, д. 144, лл. 28-29 НАРБ. ф. 861, оп. 1, д. 13, л. 155; ГАРФ. ф. 7021, оп. 92, д. 210, лл. 5об., 192, 195, 196об.-197; |
| г. п. Видзы Браславского района               | декабрь 1942               | 2708                | НАРБ, ф. 845, оп. 1, д. 64, л. 3 |
| г. Витебск                                    | октябрь-декабрь 1941       | около 20 000        | Уничтожение евреев СССР в годы немецкой оккупации (1941—1944) с. 16; НАРБ, ф. 861, оп. 1, д. 5, л. 15-16, 25, 51, 76; ГА витебской области, ф. 1-п, оп. 1, д. 102, л. 8; ГАРФ, ф. 7021, оп. 84, д. 13, л. 1, 10-11, 15; |
| д. Волынцы Верхнедвинского района             |                            |                     | НАРБ, ф. 861, оп. 1, д. 13, л. 85 |
| д. Вороничи Полоцкого района                  | 10 января 1942             | более 66            | ГАРФ. ф. 7021, оп. 92, д. 210, лл. 104, 104об.; |
| д. Германовичи Шарковщинского района          | 10 ноября 1941             | около 300           | Сосновик И. С. Мое местечко\Прозороки. Проект «Голоса еврейских местечек. Витебская область». Центр «Мое местечко». Дата обращения: 30 октября 2016. Архивировано из оригинала 30 октября 2016 года. А. Шульман. «На родине моих снов». Архивировано 22 октября 2016 года. |
| г. Глубокое (2)                               | август 1943                | более 10 000        | НАРБ, ф. 370, оп. 1, д. 483, л. 15; НАРБ, ф. 845, оп. 1, д. 64, л. 2; НАРБ, ф. 861, оп. 1, д. 13, лл. 78, 78об., 80об., 81; ГАРФ. ф. 7021, оп. 92, д. 212, лл. 8-13; |
| г. Городок                                    | 12 октября 1941            | около 2000          | НАРБ, ф. 845, оп. 1, д. 7 (5?), л. 18; НАРБ, ф. 861, оп. 1, д. 4, л. 45; ГАРФ, ф. 7021, оп. 84, д. 5, лл. 3, 5-6; Государственный архив Витебской области, — ф. 2926, оп. 3, дело С. 1029 |
| д. Дисна Миорского района                     | 14 июня 1942               | около 2 200         | НАРБ, ф. 370, оп. 1, д. 483, л. 15; НАРБ, ф. 845, оп. 1, д. 64, лл. 41-41 об.; ГАРФ, ф. 7021, оп. 92, д. 213, л. 1г.; |
| г. Добромысли Лиозненского района             | март 1942                  |                     | ГАРФ, ф. 7021, оп. 84, д. 8, л. 32 |
| г. Докшицы                                    | 29 мая 1942                | до 4200             | НАРБ, ф. 370, оп. 1, д. 483, л. 15; НАРБ, ф. 845, оп. 1, д. 64, л. 51; ГА Витебской области, ф. 2841, оп. 1, д. 1, л. 37; ГАРФ, ф. 7021, оп. 92, д. 214, л. 1об.; |
| г. Дрисвяты Браславского района               | сентябрь 1942              |                     | А. Шульман. Путешествие по еврейской улице. web.archive.org. Дата обращения: 10 декабря 2015. |
| г. Друйск Браславского района                 | 1942                       | несколько сотен     | Холокост на территории СССР, 2011, с. 282 |
| г. Друя Браславского района                   | 12 июня 1942               | около 2200          | НАРБ, ф. 861, оп. 1, д. 13, л. 85; НАРБ, ф. 370, оп. 1, д. 483, л. 15; НАРБ, ф. 845, оп. 1, д. 56, лл. 39-48; НАРБ, ф. 845, оп. 1, д. 64, л. 25; |
| д. Дубино Браславского района                 | 1941                       | более 100           | А. Шульман. В краю голубых озёр. Архивировано 22 декабря 2015 года., журнал «Мишпоха» № 23 |
| г. Дубровно                                   | 6 декабря 1941             | до 3000             | ГАРФ, ф. 7021, оп. 84, д. 6, лл. 3, 3об.; |
| д. Дуниловичи Поставского района              | 21 ноября 1942             | около 1000          | НАРБ, ф. 845, оп. 1, д. 64, л. 35; НАРБ, ф. 370, оп. 1, д. 483, л. 15;; НАРБ, ф. 861, оп. 1, д. 13, лл. 117—118; ГА Витебской области, ф. 2841, оп. 1, д. 1, л. 37; ГАРФ, ф. 7021, оп. 92, д. 216, лл. 4-7; ГАРФ, ф. 7021, оп. 92, д. 216а, л. 3; |
| д. Езерище Городокского района                |                            |                     | Н. А. Бурунова, Г. К. Кісялёў i iнш. (рэдкал.); С. I. Садоўская. (уклад.) «Памяць. Гарадоцкi раён». Мн., «Беларусь», 2004, стр. 307 ISBN 985-01-0546-1 НАРБ, фонд 845, опись 1, дело 5, лист 17; |
| г. п. Иказнь Браславского района              | лето 1942                  |                     | А. Шульман. В краю голубых озёр. Архивировано 3 декабря 2013 года., журнал «Мишпоха» № 23 |
| д. Иоды Шарковщинского района                 | октябрь 1941               | 450                 | К. В. Велічковіч, П. Р. Казлоўскi i iнш. (рэдкал.); К. С. Шыдлоўскi. (уклад.). «Памяць. Браслаўскi раён». Гісторыка-дакументальная хроніка гарадоў і раѐнаў Беларусі. (бел.). — Минск: "Паліграфафармленне", 1998. — 710 с. — ISBN 985-6351-03-0., стр. 298, 382 |
| д. Казимирово Полоцкого района                |                            |                     | Зональный государственный архив в г. Полоцке, — фонд 687, опись 1, дело 3, лист 3; I.Б. Каросцік, Р.I. Маслоускі, А. Л. Петрашкевіч i iнш. (рэдкал.), С. С. Чарняўская (укладальнік) «Памяць. Полацкі раён», Мн. «Вышэйшая школа», 1999, стр. 144, 600 ISBN 985-06-0447-6 |
| д. Камень Лепельского района                  | 17 сентября 1941           | около 200           | Государственный архив Витебской области (ГАВО), — фонд 2088, опись 2, дело 3, листы 178, 179, 188 |
| д. Козяны Браславского района                 | декабрь 1942               | около 1000          | Государственный архив Витебской области (ГАВО), — фонд 2848, опись 1, дело 55, листы 41-46; дело 263, листы 8, 11, 67об. |
| г. Колышки Лиозненского района                | 18 марта 1942              |                     | НАРБ, ф. 845, оп. 1, д. 7, л. 3-4; |
| д. Копысь Оршанского района                   | 14 января 1942             | около 250           | ГАРФ, ф. 7021, оп. 84, д. 10, л. 326 |
| д. Кохановичи Верхнедвинского района          | январь 1942                | около 350           | [ 5 ] |
| д. Коханово Толочинского района               | январь 1942                | более 300           | ГАРФ, ф. 7021, оп. 84, д. 14, л. 12 |
| г. Краснолуки Чашникского района              | 6 марта 1942               | более 300           | НАРБ, ф. 861, оп. 1, д. 8, л. 195; ГА Минской области, ф. 1039, оп. 1, д. 51, л. 143; |
| д. Кубличи Ушачского района                   | декабрь 1941               | около 200           | М. Рывкин, А. Шульман, Породненные войной, Витебск, УПП Витебская обл. тип., 1997, с. 40; Яд Вашем. История семьи Цинман. Архивировано 16 ноября 2016 года.; |
| д. Леонполь Миорского района                  | 1942                       | более 120           | Государственный архив Витебской области (ГАВО), — фонд 2848, опись 1: дело 48, лист 12; дело 126, лист 1; дело 249, листы 6, 6об.; |
| г. Лепель                                     | 28 февраля 1942            | более 2500          | НАРБ, ф. 861, оп. 1, д. 5, л. 25, 77; НАРБ, ф. 391, оп. 1, д. 56, л. 43; ГАРФ, ф. 7021, оп. 84, д. 11, л. 96; ГАРФ, ф. 7021, оп. 84, д. 7, л. 104 об.; |
| г. Лиозно                                     | 23 февраля 1942            | более 1700          | НАРБ, ф. 845, оп. 1, д. 5, лл. 2-5, 9 НАРБ, ф. 845, оп. 1, д. 7, л. 3об. |
| д. Лужки Шарковщинского района                | 1 июня 1942                | более 500           | НАРБ, ф. 370, оп. 1, д. 483, л. 15; ГА Витебской области, ф. 2841, оп. 1, д. 1, л. 37; |
| д. Лукомль Чашникского района                 | 18 октября 1941            | около 300           | В. Филипкова (Каган). Последний свидетель. Центр «Мое местечко». Дата обращения: 18 сентября 2016. Архивировано из оригинала 18 сентября 2016 года. |
| д. Лынтупы Поставского района                 | 22 декабря 1942            | около 250           | А. Шульман. Хранитель памяти. Центр «Мое местечко». Дата обращения: 29 августа 2016. Архивировано из оригинала 29 августа 2016 года. |
| д. Ляды (3) Дубровенского района              | 8 октября 1943             | более 2000          | ЗГА в г. Орше, ф. 778, оп. 3, д. 1а, л. 2 |
| г. Миоры                                      | 2 июня 1942                | более 2000          | НАРБ, ф. 370, оп. 1, д. 483, л. 15; ГАРФ, ф. 7021, оп. 92, д. 217, лл. 66, 276 |
| д. Обольцы Толочинского района                | 2 июня 1942                | около 150           | ГАРФ, ф. 7021, оп. 1, д. 14, лл. 28-29; Г. Винница, Слово памяти, Орша, Оршанская типография, 1997, с. 28 |
| д. Опса Браславского района                   | сентябрь 1942              | более 300           | НАРБ, ф. 370, оп. 1, д. 483, л. 15 |
| г. Орша                                       | ноябрь 1941                | от 5000 до 6000     | НАРБ, ф. 845, оп. 1, д. 7, л. 49; НАРБ, ф. 4, оп. 29, д. 111, л. 43; НАРБ, ф. 4, оп. 29, д. 112, л. 401—407, 419—421, 426, 428—431 |
| д. Освея Верхнедвинского района               | март 1942                  | 650                 | НАРБ, ф. 845, оп. 1, д. 64, л. 44; |
| д. Островно Бешенковического района           | 30 сентября 1941           | более 300           | ГАРФ, — ф. 7021, оп. 84, д. 1, л. 23 |
| г. Парафьяново Докшицкого района              | 31 мая 1942                | около 600           | НАРБ, ф. 845, оп. 1, д. 64, л. 48; ГАРФ, ф. 7021, оп. 92, д. 214, л. 3об.; |
| д. Плиса Глубокского района                   | 1 июня 1942                | более 400           | НАРБ, ф. 370, оп. 1, д. 483, л. 15; ГА Витебской области, ф. 2841, оп. 1, д. 1, л. 37; |
| г. Полоцк                                     | конец 1941                 | более 400           | НАРБ, ф. 845, оп. 1, д. 64, л. 6об, 8; НАРБ, ф. 861, оп. 1, д. 13, л. 5; ЗГА в Полоцке, ф. 687, оп. 1, д. 1, л. 23-24; ГАРФ. ф. 7021, оп. 92, д. 220, лл. 8, 9, 10б, 12а, 106; |
| г. Поставы                                    | 21 ноября 1942             | около 4000          | НАРБ, ф. 845, оп. 1, д. 64, л. 35; НАРБ, ф. 845, оп. 1, д. 63, л. 45 |
| д. Прозороки Глубокского района               | 6 декабря 1941             | 420                 | Прозороки / Российская еврейская энциклопедия / Главный редактор Г. Г. Брановер. — Москва: Российская академия естественных наук, Российско-израильский знциклопедический центр «ЭПОС». |
| д. Россасно Дубровенского района              | март 1942                  |                     | филиал Государственного архива Витебской области в г. Орша, — ф. 778, оп. 3, д. 5в, л. 37; Г. Винница, Слово памяти, Орша, Оршанская типография, 1997, с. 41 |
| г. п. Россоны                                 | 10 января 1942             | около 500           | ЗГА в Полоцке, ф. 687, оп. 1, д. 1, л. 56; ГАРФ. ф. 7021, оп. 92, д. 222, л. 2; |
| г. Сенно                                      | 30 декабря 1941            | около 1000          | НАРБ, ф. 861, оп. 1, д. 5, л. 72; НАРБ, ф. 845, оп. 1, д. 7, л. 72; ГАРФ. ф. 7021, оп. 84, д. 11, лл. 4, 74, 96; |
| д. Сиротино Шумилинского района               | 18 ноября 1941             | более 300           | Г. Винница, Горечь и боль, Орша, Оршанская типография, 1998, с. 169; Аркадий Шульман. Корни Биби Нетаньягу. Мишпоха №28.. Дата обращения: 7 мая 2012. Архивировано 27 января 2013 года. |
| д. Словени Толочинского района                | 16 марта 1942              | 40 семей            | А. Авраменко. Мое местечко. Славени. web.archive.org. Дата обращения: 12 августа 2016. |
| д. Славное Толочинского района                | 15 марта 1942              | 140                 | Г. Винница, Слово памяти, Орша, Оршанская типография, 1997, с. 25 |
| д. Слобода (Бортники) Бешенковического района | октябрь 1942               | 350—365             | ГАРФ. ф. 7021, оп. 84, д. 1, лл. 82-84об. |
| д. Смоляны Оршанского района                  | 5 апреля 1942              | около 600           | Г. Винница, Слово памяти, Орша, Оршанская типография, 1997, с. 51 |
| г.п. Сураж Витебского района                  | 2 августа 1941             | около 1000          | НАРБ. ф. 861, оп. 1, д. 4, л. 145; ф. 750, оп. 1, д. 7, л. 144; ф. 750, оп. 1, д. 224, л. 44; |
| д. Толочин Толочинского района                | 13 марта 1942              | более 2000          | ГАРФ. ф. 7021, оп. 84, д. 14, л. 6; |
| д. Труды Полоцкого района                     | 7 февраля 1942             | 76                  | ГАРФ. ф. 7021, оп. 92, д. 221, л. 5; |
| д. Улла Бешенковического района               | осень 1942                 |                     | ГАРФ. ф. 7021, оп. 84, д. 1, л. 84 |
| г. п. Ушачи (2)                               | 14 января 1942             | около 1000          | ГАРФ. ф. 7021, оп. 92, д. 223, л. 4об., 10об., 33; НАРБ. — фонд 841, опись 1, дело 13, лист 110 об. |
| г. п. Чашники Чашникского района              | 14 февраля 1942            | около 2000          | Д. Романовский. «Чашники», Вестник Еврейского университета в Москве № 1, М., 1992, с. 157—199 |
| г. п. Черея Чашникского района                | 5 марта 1942               | более 800           | Винница Г. Р. Глава 2. Система гетто и еврейское руководство / Холокост на оккупированной территории Восточной Беларуси в 1941—1944 годах. — Минск: Ковчег, 2011. — С. 48-50. — 360 с. — 150 экз. — ISBN 978-985-6950-96-7. |
| г. п. Шарковщина (2)                          | май 1942                   | более 800           | НАРБ, ф. 370, оп. 1, д. 483, л. 15; НАРБ, ф. 845, оп. 1, д. 64, л. 2; ГА Витебской области, ф. 2841, оп. 1, д. 1, л. 37; ГАРФ, ф. 7021, оп. 92, д. 224, лл. 4, 122—124; |
| г. п. Шумилино                                | 19 ноября 1941             | более 400           | Г. Винница, Горечь и боль, Орша, Оршанская типография, 1998, с. 173 |
| д. Юровичи                                    |                            |                     | I.Б. Каросцік, Р.I. Маслоускі, А. Л. Петрашкевіч i iнш. (рэдкал.), С. С. Чарняўская (укладальнік) «Памяць. Полацкі раён», Мн. «Вышэйшая школа», 1999, стр. 616 ISBN 985-06-0447-6 |
| д. Яновичи Витебского района                  | 10 сентября 1941           | более 1 500         | ГАРФ. ф. 7021, оп. 84, д. 11, л. 3; ГАРФ, ф. 7021, оп. 84, д. 13, лл. 3, 18, 20-21; |

## Гомельская область(52 гетто)
| населённый пункт                               | дата уничтожения гетто | число убитых евреев | источники |
| ---------------------------------------------- | ---------------------- | ------------------- | --- |
| г. Брагин                                      | 27 ноября 1941         | 800                 | ГАРФ, ф. 7021, оп. 51, д. 2, л. 44 |
| г. п. Буда-Кошелёво                            | 27 декабря 1941        | около 500           | ГА Гомельской обл., ф. 1345, оп. 1, д. 7, л. 8, 27; ГАРФ, ф. 7021, оп. 85, д. 35, л. 8-11; |
| г. Ветка                                       | сентябрь 1942          | боле 420            | Архив Управления Министерства внутренних дел Республики Беларусь. — фонд 12, опись 1/8, дело 1; |
| г. Гомель (4)                                  | август, ноябрь 1941    | более 10 500        | НАРБ, ф. 861, оп. 1, д. 6, л. 4, 4об; ГАРФ, ф. 7021, оп. 85, д. 413, л. 15; ГАРФ, ф. 7021, оп. 85, д. 415, л. 40; ГА Гомельской области, ф. 1345, оп. 1, д. 9, лл. 4, 83, 85, 87, 110, 120, 181—203, 212, 216, 226—227; ГА Гомельской области, ф. 1345, оп. 1, д. 12, л. 34; |
| д. Городец Рогачевского района                 | октябрь 1941           |                     | Справочник о местах принудительного содержания, 2001, с. 36 ГА Гомельской обл., ф. 1345, оп. 1, д. 15, л. 55; ГАРФ, ф. 7021, оп. 85, д. 218, л. 56; |
| д. Давыдовка Светлогорского района             | 8 февраля 1942         | 129                 | Литин А., Шендерович И. Мое местечко. Давыдовка. web.archive.org. Дата обращения: 21 октября 2021. |
| г. Добруш                                      | 21 ноября 1941         | около 200           | ГАРФ, ф. 7021, оп. 85, д. 38, л. 1, 10, 22; |
| г. Ельск                                       | март 1942              | более 400           | У. М. Вягера i iнш., Памяць. Ельскi район., Мінск, Ураджай, 2001, стр. 173 |
| г. п. Житковичи                                | декабрь 1941           | примерно 130        | НАРБ, ф. 861, оп. 1, д. 12, л. 188 |
| г. Жлобин (2)                                  | 12 апреля 1942         | минимум 2000        | НАРБ, ф. 861, оп. 1, д. 6, л. 144; ГАРФ, ф. 7021, оп. 85, д. 413, л. 15; ГАРФ, ф. 7021, оп. 85, д. 214, лл. 3, 27; ГА Гомельской обл., ф. 1345, оп. 1, д. 8, л. 3; |
| д. Журавичи Рогачевского района                | ноябрь 1941            | 243                 | ; ГАРФ, ф. 7021, оп. 85, д. 39, л. 10об, 11; |
| г. Калинковичи                                 | 22 сентября 1941       | 816                 | НАРБ, ф. 845, оп. 1, д. 12, л. 122; НАРБ, ф. 861, оп. 1, д. 12, л. 25; ГАРФ, ф. 7021, оп. 91, д. 15, л. 70; |
| д. Ковчицы-2 Светлогорского района             | 21 января 1942         | около 200           | Литин А., Шендерович И. После войны евреи в Ковчицах не жили. shtetle.com. Дата обращения: 10 июля 2025. |
| д. Комарин Брагинского района                  | зима 1941              | 250                 | НАРБ, ф. 861, оп. 1, д. 12, л. 44, 183-187об. |
| г. п. Копаткевичи Петриковского района         | ноябрь 1941            |                     | Вера Гехтман, Долина исчезнувших общин. (Тайна Полесской глухомани), Хайфа, изд. Пеледфус Хайфа Ltd, 2004, с. 114 |
| д. Копцевичи Петриковского района              | октябрь 1941           | около 100           | ГАРФ, ф. 7021, оп. 91, д. 22, л. 74 |
| г. п. Корма (2)                                | 8 ноября 1941          | не менее 700        | НАРБ, ф. 4, оп. 29, д. 113, л. 667; Судебный процесс по делу о злодеяниях, совершённых немецко-фашистскими захватчиками в БССР, стр. 269; ГАРФ, ф. 7021, оп. 85, д. 215, лл. 1, 2, 9; ГА Гомельской обл., ф. 1345, оп. 1, д. 5, лл. 1-2, 9;                                  |
| г. п. Лельчицы                                 | июнь 1942              | более 800           | НАРБ, ф. 845, оп. 1, д. 12, л. 42; ГАРФ, ф. 7021, оп. 91, д. 18, л. 4 |
| д. Ленин Житковичского района                  | 14 августа 1942        | около 2000          | Л. Смиловицкий. Местечко Ленин в Беларуси. mishpoha.org. Дата обращения: 10 июля 2025. |
| пос. Лоев                                      | ноябрь 1941            | более 150           | Смиловицкий Л. Л.. Из истории Холокоста. Лоев. shtetle.com. Дата обращения: 10 июля 2025. |
| пос. Люденевичи                                | зима 1941              | 105                 | [ 7 ] |
| г. Мозырь (2)                                  | февраль 1942           | около 4000          | «Преступления немецко-фашистских оккупантов в Белоруссии», стр. 319—320; НАРБ, ф. 845, оп. 1, д. 12, л. 32; НАРБ, ф. 861, оп. 1, д. 12, л. 2, 8, 9; ГАРФ, ф. 7021, оп. 91, д. 20, л. 3, 4; ЗГА в г. Мозыре, ф. 310, оп. 1, д. 15, лл. 4, 12, 14;                             |
| д. Мышанка Петриковского района                |                        |                     | Вера Гехтман, Долина исчезнувших общин. (Тайна Полесской глухомани), Хайфа, изд. Пеледфус Хайфа Ltd, 2004, с. 108 |
| г. Наровля                                     | 23 ноября 1941         | около 130           | НАРБ, ф. 861, оп. 1, д. 12, л. 169 |
| г. п. Носовичи Добрушского района              | март 1942              | 23                  | Папков А. Не осталось даже могильных камней. shtetle.com. Дата обращения: 10 июля 2025. |
| д. Озаричи Калинковичского района              | 3 марта 1942           | около 300           | Вера Гехтман, Долина исчезнувших общин. (Тайна Полесской глухомани), Хайфа, изд. Пеледфус Хайфа Ltd, 2004, с. 123 |
| г. п. Паричи Светлогорского района             | 18 октября 1941        | 1700                | НАРБ, ф. 845, оп. 1, д. 60, л. 33; НАРБ, ф. 861, оп. 1, д. 12, л. 157об, 158; |
| г. Петриков                                    | апрель 1942            | 770                 | НАРБ, ф. 845, оп. 1, д. 12, л. 47, 47об; ГАРФ, ф. 7021, оп. 91, д. 22, л. 10 |
| д. Печищи Светлогорского района                | 10 февраля 1942        | 120                 | Иличевский А. Обретение памяти. shtetle.com. Дата обращения: 10 июля 2025. |
| г. п. Птичь Петриковского района               | весна 1942             |                     | Вера Гехтман, Долина исчезнувших общин. (Тайна Полесской глухомани), Хайфа, изд. Пеледфус Хайфа Ltd, 2004, с. 108 |
| г. Речица                                      | ноябрь 1941            | около 3500          | «Преступления немецко-фашистских оккупантов в Белоруссии», стр. 310—312; НАРБ, ф. 861, оп. 1, д. 6, л. 339; ГАРФ, ф. 7021, оп. 85, д. 413, л. 15; ГА Гомельской обл., ф. 1345, оп. 1, д. 1, лл. 2-3, 78-80;                                                                  |
| г. Рогачёв (3)                                 | 7 ноября 1941          | более 3000          | НАРБ, ф. 4, оп. 29, д. 113, л. 668; НАРБ, ф. 845, оп. 1, д. 56, л. 15; НАРБ, ф. 861, оп. 1, д. 6, л. 99-100; ГАРФ, ф. 7021, оп. 85, д. 218, л. 2; ГАРФ, ф. 7021, оп. 85, д. 413, л. 15;                                                                                      |
| д. Свержень Рогачевского района                | 27 декабря 1941        | 260                 | Литин А., Шендерович И. Старинное местечко. Свержень. Архивировано 12 февраля 2022 года. |
| д. Скрыгалов Мозырского района                 | январь-февраль 1942    | около 60            | Филиал государственного архива Гомельской области в городе Мозырь, — фонд 72, опись 1, дело 241, листы 85-86; |
| д. Скородное Ельского района                   | ноябрь 1942            | более 300           | Шульман А. Рабинович не из анекдота. Архивировано 16 февраля 2022 года. |
| г. п. Стрешин Жлобинского района               | 14 апреля 1942         | 480                 | НАРБ, ф. 861, оп. 1, д. 6, л. 144; ГАРФ, ф. 7021, оп. 85, д. 41, л. 2, 7; ГА Гомельской обл., ф. 1345, оп. 1, д. 8, л. 3; |
| г. п. Тереховка Добрушского района             | август 1942            | около 20            | НАРБ, ф. 861, оп. 1, д. 6, л. 203; ГАРФ, ф. 7021, оп. 85, д. 38; |
| г. п. Туров Житковичского района               | весна 1942             | более 500           | НАРБ, ф. 861, оп. 1, д. 12, л. 213а |
| г. п. Уваровичи Буда-Кошелёвского района       | январь 1942            | около 700           | НАРБ, фонд 4683, опись 3, дело 753, лист 69; ГАРФ, фонд 7021, опись 85, дело 43, листы 1, 2, 11, 20; Государственный архив Гомельской области (ГАГО), — фонд 1345, опись 2, дело 2, листы 2-4;                                                                               |
| г. Хойники                                     | октябрь 1941           | 200                 | [ 8 ] |
| г. Чечерск                                     | 28 декабря 1941        | 432                 | НАРБ, ф. 861, оп. 1, д. 6, л. 208; ГАРФ, ф. 7021, оп. 85, д. 44, л. 64, 64об; |
| д. Шатилки (Светлогорск) Светлогорского района | февраль 1942           | 360                 | Иванова С. Шатилки, ушедшие в историю. shtetle.com. Дата обращения: 10 июля 2025. |
| д. Щедрин Жлобинского района                   | 10 марта 1942          | до 2000             | ГАРФ, ф. 7021, оп. 82, д. 2, л. 128 |
| д. Юровичи Калинковичского района              | декабрь 1941           | около 500           | ГАРФ, ф. 7021, оп. 91, д. 15, л. 136 |

## Гродненская область(60 гетто)
| населённый пункт                          | дата уничтожения гетто  | число убитых евреев | источники |
| ----------------------------------------- | ----------------------- | ------------------- | --- |
| д. Большая Берестовица                    | 1942                    | несколько сотен     | НАРБ ф. 845, оп. 1, д. 8, л. 39 |
| д. Быстрица Островецкого района           | 1944                    | более 150           | Г. П. Пашкоў, А. Я. Клімчэня, С. П. Самуэль i iнш. (рэдкал.); Т. С. Сямёнава. (уклад.), «Памяць. Астравецкi раён». Гісторыка-дакументальная хроніка гарадоў і раѐнаў Беларусі. Мн. «Беларуская энцыклапедыя», 2004, стр. 343 ISBN 985-11-0313-6                                                                                                |
| д. Василишки Щучинского района            | 10-11 мая 1942          | около 2200          | НАРБ, ф. 845, оп. 1, д. 8, л. 52; |
| г. Волковыск (2)                          | 26 января 1943          | более 10 000        | НАРБ, ф. 845, оп. 1, д. 8, л. 35; НАРБ, ф. 861, оп. 1, д. 7, л. 63об., 67, 89; ГА Гродненской обл., ф. 1029, оп. 1, д. 31, л. 62; ГАРФ, ф. 7021, оп. 86, д. 41, л. 4об.; ф. 7021, оп. 86, д. 37, лл. 1-16; |
| г. п. Волпа Волковысского района          | 2 ноября 1942           | около 1000          | ГАРФ, фонд 7021, опись 86, дело 37, лист 106; |
| г. п. Ворняны Островецкого района         | 1944                    | более 200           | Г. П. Пашкоў, А. Я. Клімчэня, С. П. Самуэль i iнш. (рэдкал.); Т. С. Сямёнава. (уклад.), «Памяць. Астравецкi раён». Гісторыка-дакументальная хроніка гарадоў і раѐнаў Беларусі. Мн. «Беларуская энцыклапедыя», 2004, стр. 220,227 ISBN 985-11-0313-6                                                                                            |
| г. п. Вороново                            | 11 мая 1942             | около 1600          | НАРБ, ф. 845, оп. 1, д. 8, л. 35, 37, 43; НАРБ, ф. 861, оп. 1, д. 7, л. 43, 43а; ГА Гродненской обл., ф 1029, оп. 1, д. 31, л. 39, 81об.; |
| д. Гольшаны Ошмянского района             | октябрь 1942            | около 800           | Гольшаны / Российская еврейская энциклопедия / Главный редактор Г. Г. Брановер. — Москва: Российская академия естественных наук, Российско-израильский знциклопедический центр «ЭПОС». |
| д. Голынка (Липск) Гродненского района    | не позднее 5 марта 1943 | 109                 | НАРБ, ф. 845, оп. 1, д. 8, л. 31; ГА Гродненской обл., ф. 1, оп. 1, д. 54, л. 38; ГАРФ, ф. 7021, оп. 86, д. 40, лл. 4, 56, 58; |
| г. Гродно (2)                             | март 1943               | более 20 000        | НАРБ, ф. 845, оп. 1, д. 8, лл. 19-20, 28, 54; НАРБ, ф. 861, оп. 1, д. 7, л. 8-9; ГА Гродненской обл., ф 1, оп. 1, д. 54, л. 38; ГА Гродненской обл., ф 1029, оп. 1, д. 31, л. 81; ГА Гродненской обл., ф 1029, оп. 1, д. 60, лл. 13, 19; ГА Гродненской обл., ф 1029, оп. 1, д. 64, л. 31; ГАРФ, ф. 7021, оп. 86, д. 40, лл. 1, 4, 56;         |
| станция Гудогай Островецкого района       |                         |                     | Мальдис А. Великолепные семерки. Архивировано 13 сентября 2020 года., газета «Беларусь сегодня», 30.09.2008 Чудеса земли Островецкой: к 540-летию Островца. Архивировано 26 августа 2017 года. |
| д. Дворец Дятловского района              | 13 декабря 1942         | около 8000          | НАРБ, фонд 4683, опись 3, дело 761, лист 55; А. М. Iванашка, У. К. Касько i iнш. (рэдкал.), П. М. Бараноўскi, I. Я. Скарынкін (укладальнікi). «Памяць. Дзятлаўскi раён». — Минск: Універсітэцкае, 1997. — 398 с. — ISBN 985-09-0068-7. стр. 136, 162                                                                                           |
| д. Делятичи Новогрудского района          | осень 1941              | около 100           | Холокост на территории СССР, 2011, с. 556 |
| д. Деречин Зельвенского района            | июнь 1942               | 4100                | ГАРФ, — фонд 7021, опись 86, дело 41, листы 1-16; |
| г. Дятлово                                | июль 1942               | 3500                | НАРБ, ф. 845, оп. 1, д. 6, л. 37; ГАРФ, ф. 7021, оп. 81, д. 102, лл. 1-56; |
| г. п. Еремичи Кореличского района         | 4 ноября 1941           | 97                  | Холокост на территории СССР, 2011, с. 300 |
| д. Желудок Щучинского района              | 9 мая 1942              | около 2000          | Желудок / Российская еврейская энциклопедия / Главный редактор Г. Г. Брановер. — Москва: Российская академия естественных наук, Российско-израильский знциклопедический центр «ЭПОС». |
| д. Жировичи Слонимского района            | лето 1942               | более 1200          | Жировичи / Российская еврейская энциклопедия / Главный редактор Г. Г. Брановер. — Москва: Российская академия естественных наук, Российско-израильский знциклопедический центр «ЭПОС». |
| д. Жупраны Ошмянского района              | конец 1942              | около 200           | |
| г. п. Зельва                              | 1942                    |                     | Данюк А. «Мои воспоминания о Зельве». Архивировано 13 февраля 2017 года. |
| г. п. Ивье                                | 12 мая 1942             | 2500                | НАРБ, ф. 845, оп. 1, д. 63, л. 40-43; ГАРФ, ф. 7021, оп. 89, д. 5, лл. 1-45; |
| д. Изабелин Волковысского района          | ноябрь 1942             | сотни               | Холокост на территории СССР, 2011, с. 345 Без срока давности. Гродненская область. archives.gov.by. Дата обращения: 10 июля 2025. |
| г. п. Индура                              |                         |                     | |
| д. Каменка Щучинского района              | 5 марта 1943            | более 400           | НАРБ, ф. 845, оп. 1, д. 8, л. 31; ГА Гродненской обл., ф. 1, оп. 1, д. 54, л. 38; ГАРФ, ф. 7021, оп. 86, д. 40, лл. 40, 56, 58; |
| д. Кемелишки Островецкого района          | 24 октября 1943         | около 400           | НАРБ, ф. 845, оп. 1, д. 63, лл. 39, 44; Справочник о местах принудительного содержания, 2001, с. 40—41 |
| г. п. Козловщина Дятловского района       | 24 ноября 1941          | 300                 | НАРБ, ф. 845, оп. 1, д. 6, л. 41; |
| г. п. Кореличи (2)                        | 2 июня 1942             | 700                 | НАРБ, ф. 845, оп. 1, д. 6, л. 42-46; ГА Брестской обл., ф. 684, оп. 1, д. 4, л. 4; ГА Гродненской обл., ф. 641, оп. 2, д. 3; |
| г. п. Крево Сморгонского района           | зима 1941               |                     | Г. П. Пашкоў, С. П. Самуэль, Б. В. Ульянка i iнш. (рэдкал.); М. Л. Майсевіч. (уклад.). «Памяць. Смаргонскi раён». Гісторыка-дакументальная хроніка гарадоў і раѐнаў Беларусі. — Минск: «Беларуская энцыклапедыя», 2004. — 640 с. — ISBN 985-11-0296-2., стр. 247 (бел.)                                                                        |
| г. Лида                                   | ноябрь 1943             | 8000                | НАРБ, ф. 845, оп. 1, д. 8, л. 8; НАРБ, ф. 861, оп. 1, д. 7, лл. 2-3, 35; ГА Гродненской обл., ф. 1029, оп. 1, д. 31, лл. 27-28; ГАРФ, ф. 7021, оп. 86, д. 42, лл. 1-26; |
| д. Лунно Мостовского района               | 2 ноября 1942           | около 1600          | НАРБ, ф. 845, оп. 1, д. 8, л. 31; ГА Гродненской обл., ф. 1, оп. 1, д. 54, лл. 37-38; ГАРФ, ф. 7021, оп. 86, д. 40, лл. 4, 56, 58; |
| г. п. Любча Новогрудского района          | 13 июня 1942            | 3000                | Холокост на территории СССР, 2011, с. 555—556 Любча / Российская еврейская энциклопедия / Главный редактор Г. Г. Брановер. — Москва: Российская академия естественных наук, Российско-израильский знциклопедический центр «ЭПОС». |
| г. Малые Воробьевичи Новогрудского района | 8 августа 1942          | более 635           | ГАРФ, ф. 7021, оп. 81, д. 102, л. 82, 82об.; |
| г. п. Мир (2) Кореличского района         | 13 августа 1942         | 2900                | НАРБ, — фонд 845, опись 1, дело 6, лист 53; ГА Брестской обл., ф. 995, оп. 1, д. 7, лл. 211, 215, 215об., 237; |
| г. п. Михалишки Островецкого района       | март 1943               | около 1000          | Государственный архив Литвы ф. K-1, оп. 46, д. 4906, л. 5-7 |
| г. Мосты Мостовского района               | 2 ноября 1942           | около 400           | Государственный архив Брестской области (ГАБреО), — фонд 7580, опись 1, дело 252, листы 10, 32; Государственный архив Гродненской области (ГАГроО), — фонд 1029, опись 1, дело 77, лист 6; |
| г. Новогрудок (2)                         | осень 1943              | 10 000              | НАРБ, ф. 861, оп. 1, д. 1, л. 33, 37, 37об., 38; ГАРФ, ф. 7021, оп. 81, д. 102, лл. 106, 108; |
| д. Новоельня Дятловского района           | лето 1943               | 850                 | |
| д. Озёры Гродненского района              | не позднее 5 марта 1943 | около 1400          | НАРБ, ф. 845, оп. 1, д. 8, л. 31; ГА Гродненской обл., ф. 1, оп. 1, д. 54, л. 37-38; ГАРФ, ф. 7021, оп. 86, д. 40, лл. 4, 56, 58; |
| д. Острино Щучинского района              | ноябрь 1942             | более 2000          | НАРБ, ф. 845, оп. 1, д. 8, л. 31; ГА Гродненской обл., ф. 1, оп. 1, д. 54, л. 37-38; ГАРФ, ф. 7021, оп. 86, д. 40, лл. 4, 56, 58; |
| г. Островец                               |                         |                     | Г. П. Пашкоў, А. Я. Клімчэня, С. П. Самуэль i iнш. (рэдкал.); Т. С. Сямёнава. (уклад.). «Памяць. Астравецкi раён». Гісторыка-дакументальная хроніка гарадоў і раѐнаў Беларусі. — Минск: «Беларуская энцыклапедыя», 2004. — ISBN 985-11-0313-6., стр. 220 (бел.)                                                                                |
| г. Ошмяны                                 | октябрь 1942            | 2 900               | «Уничтожение евреев СССР в годы немецкой оккупации (1941—1944)», стр. 253—255; |
| д. Пески Мостовского района               | 2 ноября 1942           | около 2000          | ГА Гродненской области, — ф. 1029, оп. 1, д. 77, л. 6; ГАРФ, ф. 7021, оп. 86, д. 43, лл. 5, 5об., 10; |
| д. Поречье Гродненского района            | февраль 1943            | 234                 | НАРБ, ф. 845, оп. 1, д. 8, л. 31; ГА Гродненской обл., ф. 1, оп. 1, д. 54, л. 37-38; ГАРФ, ф. 7021, оп. 86, д. 40, лл. 4, 56, 58; |
| г. п. Порозово Свислочского района        | ноябрь 1942             | около 400           | НАРБ, ф. 845, оп. 1, д. 8, л. 47; |
| г. п. Радунь Вороновского района          | 10 мая 1942             | более 2000          | НАРБ, ф. 845, оп. 1, д. 8, л. 50; НАРБ, ф. 4420, оп. 1, д. 3, л. 4; |
| г. п. Россь Волковысского района          | ноябрь 1942             |                     | Л. Смиловицкий. По следам еврейских кладбищ Беларуси. Россь. Архивировано 11 января 2020 года. |
| г. Свислочь Свислочского района           | 1 ноября 1942           | более 3000          | М. М. Грунтовіч, Г. К. Кісялёў i iнш. (рэдкал.); I. I. Варанец. (уклад.). «Памяць. Свіслацкi раён». Гісторыка-дакументальная хроніка гарадоў і раѐнаў Беларусі (бел.). — Минск: «Беларусь», 2004. — 526 с. — ISBN 985-01-0496-1. стр. 172, 181, 182                                                                                            |
| г. п. Скидель Гродненского района         | не позднее 5 марта 1943 | 2330                | НАРБ, ф. 845, оп. 1, д. 8, л. 31; ГА Гродненской области, ф. 1, оп. 1, д. 54, л. 37-38; ГАРФ, ф. 7021, оп. 86, д. 40, лл. 4, 56, 58; |
| г. Слоним                                 | декабрь 1942            | от 10 000 до 25 000 | НАРБ, ф. 861, оп. 1, д. 1, лл. 68а, 69; ГАРФ, ф. 7445, оп. 2, д. 156, лл. 55-57; |
| г. Сморгонь (2)                           | февраль 1943            | 3280                | НАРБ, ф. 845, оп. 1, д. 63, л. 30; ГАРФ, ф. 7021, оп. 89, д. 15, лл. 2, 23, 24, 34; |
| г. п. Солы Сморгонского района            | 1942                    |                     | Государственный архив Литвы: фонд K-1, опись 46, дело 4906, листы 5-7; Г. П. Пашкоў, С. П. Самуэль, Б. В. Ульянка i iнш. (рэдкал.); М. Л. Майсевіч. (уклад.). «Памяць. Смаргонскi раён». Гісторыка-дакументальная хроніка гарадоў і раѐнаў Беларусі. — Минск: «Беларуская энцыклапедыя», 2004. — 640 с. — ISBN 985-11-0296-2., стр. 247 (бел.) |
| д. Сопоцкино Гродненского района          | февраль 1943            | 539                 | НАРБ, ф. 845, оп. 1, д. 8, л. 31; ГА Гродненской области, ф. 1, оп. 1, д. 54, л. 37-38; ГАРФ, ф. 7021, оп. 86, д. 40, лл. 4, 56, 58; |
| г. п. Турец Кореличского района           | 4 ноября 1941           | 500                 | [ 9 ] |
| г. Щучин                                  | 17 сентября 1943        | до 3000             | НАРБ, ф. 845, оп. 1, д. 8, л. 51; НАРБ, ф. 861, оп. 1, д. 7, л. 70; ГА Гродненской обл., ф. 1029, оп. 1, д. 31, л. 81об.; |

## Минская область(85 гетто)
| населённый пункт                          | дата уничтожения гетто | число убитых евреев                            | источники |
| ----------------------------------------- | ---------------------- | ---------------------------------------------- | --- |
| г. Березино                               | июль 1942              | более 1000                                     | НАРБ, ф. 845, оп. 1, д. 10, л. 42; НАРБ, ф. 861, оп. 1, д. 8, лл. 1, 108, 113; |
| г. п. Бобр Крупского района               | 10 октября 1941        | около 1000                                     | БОБР / Российская еврейская энциклопедия / Главный редактор Г. Г. Брановер. — Москва: Российская академия естественных наук, Российско-израильский знциклопедический центр «ЭПОС». |
| д. Богушевичи Березинского района         | декабрь 1941           | 400                                            | Ася Гумниц. В гостях у реховотчан. web.archive.org. Дата обращения: 13 января 2008. Я. Хельмер. Никогда не забуду! web.archive.org. Дата обращения: 14 марта 2012. |
| г. Борисов                                | октябрь 1941           | 9000                                           | НАРБ, ф. 861, оп. 1, д. 8, л. 66-69; ГА Минской области, ф. 635, оп. 1, д. 24, лл. 220, 222; ГАРФ, ф. 7021, оп. 87, д. 3, лл. 1-3, 20; |
| д. Боровино Березинского района           | ноябрь 1942            | более 240                                      | Холокост на территории СССР, 2011, с. 78 |
| г. Будслав Мядельского района             | 1942                   | более 370                                      | И. Герасимова. Поиски свидетелей. Проект «Камни и память». Архивировано 5 мая 2018 года. |
| д. Великие Прусы Копыльского района       | 26 сентября 1941       | 500                                            | Холокост на территории СССР, 2011, с. 138 |
| г. Вилейка (2)                            | весна 1943             | около 7000                                     | НАРБ, ф. 845, оп. 1, д. 63, л. 27;; НАРБ, ф. 861, оп. 1, д. 10, лл. 106—109, 113; ГА Минской области, ф. 4218, оп. 1, д. 22, л. 15; |
| д. Вишнево Воложинского района            | 26 сентября 1942       | более 2000                                     | НАРБ, ф. 861, оп. 1, д. 10, лл. 55-58, 61-62; НАРБ, ф. 4, оп. 29, д. 112, л. 484; ГАРФ, ф. 7021, оп. 89, д. 4, л. 39; |
| г. Воложин                                | лето 1943              | 3500                                           | НАРБ, ф. 845, оп. 1, д. 63, л. 20; НАРБ, ф. 4, оп. 29, д. 112, лл. 459—460; ГАРФ, ф. 7021, оп. 89, д. 4, л. 2; Судебный процесс по делу о злодеяниях, совершённых немецко-фашистскими захватчиками в Белорусской ССР, с. 183—184; |
| д. Вязынь Вилейского района               | лето 1942              |                                                | Л. Смиловицкий. Свидетели нацистского геноцида евреев на территории Белоруссии в 1941—1944 гг. Архивировано 10 апреля 2020 года. (Из книги «Катастрофа евреев в Белоруссии, 1941—1944 гг.», Тель-Авив, 2000) |
| г. п. Городея Несвижского района          | 17 июля 1942           | более 1100                                     | НАРБ, ф. 845, оп. 1, д. 6, л. 55; ГАРФ, ф. 7021, оп. 81, д. 102, л. 100; |
| д. Городок Молодечненского района         | 11 июля 1942           | 900                                            | Холокост в Городке — horodok.by. web.archive.org. Дата обращения: 16 июня 2019. (из книги Старикевича С. В. «Просiм у Вас прабачэння…») (бел.) Городок — деревня еврейская. Архивировано 16 декабря 2019 года. |
| д. Греск Слуцкого района                  | 18 декабря 1941        | около 200                                      | Винница Г. Р. Приложение Б. Гетто на оккупированной территории Восточной Беларуси / Холокост на оккупированной территории Восточной Беларуси в 1941—1944 годах. — Минск: Ковчег, 2011. — С. 341. — 360 с. — 150 экз. — ISBN 978-985-6950-96-7. ГРЕСК / Российская еврейская энциклопедия / Главный редактор Г. Г. Брановер. — Москва: Российская академия естественных наук, Российско-израильский знциклопедический центр «ЭПОС». |
| г. п. Грозово Копыльского района          | ноябрь 1941            | евреи переведены в гетто в Конюхах и убиты там | Р. Нечай. Холокост в Копыльском районе в годы Великой Отечественной войны. Архивировано 16 декабря 2019 года. Л. Слобин. Борис Гимельштейн — последний еврей местечка Грозово. Архивировано 29 декабря 2019 года. |
| пос. Деревная Столбцовского района        | декабрь 1941           | около 400                                      | Л. Смиловицкий. По следам еврейских кладбищ Беларуси. Деревное. Архивировано 12 января 2020 года. |
| г. Дзержинск                              | 21 октября 1941        | около 2000                                     | НАРБ. ф. 1440, оп. 3, д. 981, л. 64; ГАРФ, ф. 7021, оп. 87, д. 5, лл. 15-36, 37-66;; |
| д. Долгиново Вилейского района            | 5 июня 1942            | около 3000                                     | НАРБ, ф. 845, оп. 1, д. 63, л. 17; НАРБ, ф. 861, оп. 1, д. 10, лл. 9-10; НАРБ, ф. 4, оп. 29, д. 112, лл. 456—457; ГАРФ, ф. 7021, оп. 89, д. 7, лл. 27-35, 105; |
| д. Дукора Пуховичского района             | ноябрь 1941            | 275                                            | НАРБ, ф. 861, оп. 1, д. 8, л. 206об.; |
| д. Забрезье Воложинского района           | июль 1942              | около 200                                      | Л. К. Лявонаў, В.I. Малішэўскi, А. Л. Петрашкевіч i iнш. «Памяць. Валожынскi раён», Минск, изд. «Мастацкая літаратура», 1996, стр. 162 ISBN 985-02-0387-0 (бел.) |
| д. Заостровечье Клецкого района           | июнь 1942              | более 100                                      | НАРБ, ф. 861, оп. 1, д. 6, л. 39; ЗГА в г. Барановичи, ф. 616, оп. 1, д. 70; |
| д. Засковичи Молодечненского района       | июнь 1942              | около 80                                       | Л. Смиловицкий. По следам еврейских кладбищ Беларуси. Засковичи. Архивировано 12 февраля 2020 года. |
| пос. Заславль Минского района             | 29 октября 1941        | более 200                                      | ГАРФ, ф. 7021, оп. 87, д. 6, л. 5-6, 21; |
| г. п. Зембин Борисовского района          | 18 августа 1941        | более 900                                      | ГАРФ, ф. 7021, оп. 87, д. 4, л. 8; |
| г. п. Ивенец Воложинского района          | 9 июня 1942            | более 1000                                     | Л. К. Лявонаў, В.I. Малішэўскi, А. Л. Петрашкевіч i iнш. «Памяць. Валожынскi раён», Минск, изд. «Мастацкая літаратура», 1996, стр. 162 ISBN 985-02-0387-0 (бел.) |
| м. Илья Вилейского района                 | август 1942            | около 2000                                     | НАРБ, ф. 861, оп. 1, д. 10, лл. 26-30, 34; НАРБ, ф. 4, оп. 29, д. 112, лл. 457—458; |
| г. Клецк (2)                              | 22 июля 1942           | более 7000                                     | НАРБ, ф. 845, оп. 1, д. 6, л. 39; НАРБ, ф. 845, оп. 1, д. 57, л. 28; ЗГА в г. Барановичи, ф. 616, оп. 1, д. 70; ГА Минской области, ф. 1039, оп. 1, д. 167, л. 31; ГА Минской области, ф. 1538, оп. 1, д. 3, лл. 2-5, 44; ГА Минской области, ф. 1538, оп. 1, д. 54, лл. 70-86; ГАРФ, ф. 7021, оп. 81, д. 102, лл. 51, 53; |
| д. Конюхи Копыльского района              | 18 декабря 1941        | около 600 (вместе с евреями из гетто Грозово)  | ГАРФ, ф. 7021, оп. 82, д. 4, л. 14; Справочник о местах принудительного содержания, 2001, с. 47—48 |
| г. Копыль                                 | 22 июля 1942           | 3500                                           | ГАРФ, ф. 7021, оп. 82, д. 8, лл. 87-92; |
| г. п. Красная Слобода Солигорского района | весна 1942             | более 900                                      | Ветеран и человек-легенда из Красной Слободы. Архивировано 26 мая 2018 года. |
| д. Красное (2) Молодечненского района     | 19 марта 1943          | около 5000                                     | НАРБ, ф. 845, оп. 1, д. 63, л. 34; ГАРФ, ф. Р-7021, оп. 89, д. 14. |
| д. Кривичи Мядельского района             | 13 сентября 1942       | более 300                                      | НАРБ, ф. 845, оп. 1, д. 63, лл. 17, 17об.; ГАРФ, ф. 7021, оп. 89, д. 7, лл. 70, 79, 99; |
| г. п. Крупки                              | 18 сентября 1941       | около 2000                                     | НАРБ, ф. 861, оп. 1, д. 8, л. 202, 222а; |
| д. Куренец Вилейского района              | 9 сентября 1942        | около 800                                      | Г. К. Кісялёў, Я. А. Iгнатовіч, М. Ц. Кароткi i iнш. (рэдкал.), В. А. Коласава (укладальнік). «Памяць. Вілейскi раён». — Минск: БЕЛТА, 2003. — 704 с. — ISBN 985-6302-56-0., стр. 274 (бел.) |
| д. Лебедево (2) Молодечненского района    | 24 июня 1942           | более 700                                      | ГАРФ, ф. 7021, оп. 89, д. 9, лл. 29-34; |
| г. п. Ленино Слуцкого района              | 7 июня 1942            | более 140                                      | НАРБ, фонд 845, опись 1, дело 60, лист 43; ГАРФ, ф. 7021, оп. 82, д. 9, л. 8; |
| г. Логойск                                | 30 августа 1941        | 1300                                           | ГАРФ, ф. 7021, оп. 87, д. 8, л. 17; |
| г. п. Любань                              | 1943                   | не менее 1400                                  | НАРБ, ф. 845, оп. 1, д. 57, л. 29; НАРБ, ф. 845, оп. 1, д. 60, л. 31; |
| г. Марьина Горка Пуховичского района      | 28 сентября 1941       | 1300                                           | НАРБ, ф. 4, оп. 29, д. 112, лл. 358, 364; Судебный процесс по делу о злодеяниях, совершённых немецко-фашистскими захватчиками в Белорусской ССР, с. 125—126, 138—141; |
| г. Минск (3)                              | 1944                   | более 80 000                                   | НАРБ, ф. 861, оп. 1, д. 8, л. 24-29; ГА Минской области, ф. 623, оп. 1, д. 68; ГАРФ, ф. 7021, оп. 87, д. 123, л. 13; |
| г. Молодечно (2)                          | июль 1943              | около 3000                                     | НАРБ, ф. 861, оп. 1, д. 10, л. 12; ГАРФ, ф. 7021, оп. 89, д. 9, лл. 4-7; |
| г. Мстиж Борисовского района              | зима 1941              | более 100                                      | Вильтовская С. В. «Моя Белоруссия в огне войны, как я её помню». Архивировано 1 декабря 2017 года. |
| г. п. Мядель                              | 21 сентября 1942       | около 100                                      | НАРБ, ф. 845, оп. 1, д. 63, л. 18; Справочник о местах принудительного содержания, 2001, с. 50 |
| г. Нарочь (Кобыльник) Мядельского района  | 21 сентября 1942       | около 200                                      | НАРОЧЬ / Российская еврейская энциклопедия / Главный редактор Г. Г. Брановер. — Москва: Российская академия естественных наук, Российско-израильский знциклопедический центр «ЭПОС». |
| г. Налибоки Столбцовского района          | январь 1942            | более 400                                      | Л. Смиловицкий. По следам еврейских кладбищ Беларуси. Налибоки. Архивировано 5 января 2020 года. |
| г. Несвиж                                 | 21 июля 1942           | 4500                                           | НАРБ, ф. 845, оп. 1, д. 6, л. 55; ЗГА в г. Барановичи, ф. 616, оп. 1, д. 70, л. 222; ГАРФ, ф. 7021, оп. 81, д. 102, л. 100; |
| д. Новый Свержень Столбцовского района    | 31 января 1943         | 3500                                           | НАРБ, ф. 389, оп. 1, д. 4, лл. 94-96, 112; НАРБ, ф. 861, оп. 1, д. 1, л. 103об.; ГА Брестской области, ф. 995, оп. 1, д. 4, л. 304; ЗГА в г. Барановичи, ф. 616, оп. 1, д. 70; ГАРФ, ф. 7021, оп. 81, д. 102, л. 178; |
| д. Обчуга Крупского района                | 6 мая 1942             | более 1000                                     | ОБЧУГА / Российская еврейская энциклопедия / Главный редактор Г. Г. Брановер. — Москва: Российская академия естественных наук, Российско-израильский знциклопедический центр «ЭПОС». Г. Винница. Листы истории. Витебск: Оршанская тип., 1999, стр. 170; |
| г. Острошицкий Городок Минского района    | осень 1941             | несколько сотен                                | ГА Минской области, ф. 623, оп. 1, д. 51, л. 12; |
| г. п. Плещеницы Логойского района         | 21 октября 1941        | 1000                                           | НАРБ, ф. 651, оп. 1, д. 1, лл. 42, 43; |
| д. Погост Солигорского района             |                        | 440                                            | ГАРФ, ф. 7021, оп. 82, д. 7, лл. 5, 10; Справочник о местах принудительного содержания, 2001, с. 51 |
| г. п. Пуховичи (2) Пуховичского района    | 22 сентября 1941       | около 500                                      | НАРБ. — фонд 4683, опись 3, дело 763, лист 189; ПУХОВИЧИ / Российская еврейская энциклопедия / Главный редактор Г. Г. Брановер. — Москва: Российская академия естественных наук, Российско-израильский знциклопедический центр «ЭПОС». |
| г. Радошковичи Молодечненского района     | 7 марта 1943           | 2000                                           | НАРБ, ф. 845, оп. 1, д. 63, л. 33; ГАРФ, ф. 7021, оп. 89, д. 14, л. 2; |
| г. п. Раков Воложинского района           | 4 февраля 1942         | 1050                                           | НАРБ, ф. 845, оп. 1, д. 63, л. 33; ГАРФ, ф. 7021, оп. 89, д. 14, лл. 20об., 48-54; |
| д. Рубежевичи Столбцовского района        | ноябрь 1942            | более 1000                                     | РУБЕЖЕВИЧИ / Российская еврейская энциклопедия / Главный редактор Г. Г. Брановер. — Москва: Российская академия естественных наук, Российско-израильский знциклопедический центр «ЭПОС». |
| г. п. Руденск Пуховичского района         | ноябрь 1941            | около 300                                      | Справочник о местах принудительного содержания, 2001, с. 51 ГАРФ, ф. 7021, оп. 87, д. 13, л. 8; НАРБ, фонд 4683, опись 5, дело 88, листы 3-19; Особый архив Литовской Республики; |
| г. п. Свирь Мядельского района            | август 1942            | более 700                                      | А. Шульман. Красивое местечко. web.archive.org. Дата обращения: 10 августа 2016. |
| д. Синявка Клецкого района                | август 1943            | 920                                            | ЗГА в г. Барановичи, ф. 616, оп. 1, д. 70Справочник о местах принудительного содержания, 2001, с. 51; |
| г. Слуцк (3)                              | 8 февраля 1943         | более 10 000                                   | ЗГА в Бобруйске, ф. 1569, оп. 2, д. 2, лл. 224—225; ГА Минской области, ф. 1619, оп. 1, д. 1; Центральный архив МО РФ, ф. 28-й армии, оп. 8423, д. 84, л. 141; |
| г. п. Смиловичи Червенского района        | 14 октября 1941        | более 2000                                     | НАРБ — фонд 4683, опись 3, дело 943, лист 183; НАРБ — фонд 4683, опись 3, дело 953, лист 22; Архив Яд-Вашем, ф. М-33, д. 433, л. 9; |
| г. п. Смолевичи                           | 13 сентября 1941       | 2200                                           | НАРБ, ф. 861, оп. 1, д. 8, лл. 176—178; ГАРФ, ф. 7021, оп. 87, д. 14, лл. 1-3; |
| г. п. Старобин Солигорского района        |                        |                                                | Архив Яд-Вашем, ф. 03, д. 10773, л. 14; |
| г. Старые Дороги                          | 19 января 1942         | около 1500                                     | ГАРФ. — ф. 8114, оп. 1, д. 961, л. 328; Государственный архив Минской области (ГАБО), — фонд 1610, опись 1, дело 6, листы 151—214 А. I. Валахановіч, Памяць. Старадарожскi район., Мінск: Вышэйшая школа. 1998, стр. 117; |
| г. Столбцы                                | 31 января 1943         | 3500                                           | НАРБ, ф. 389, оп. 1, д. 4, лл. 24, 24об., 94; НАРБ, ф. 510, оп. 1, д. 44, лл. 110—111; НАРБ, ф. 861, оп. 1, д. 1, л. 103; ГАРФ, ф. 7021, оп. 81, д. 102, л. 178; |
| д. Талька Пуховичского района             | сентябрь 1941          | около 600                                      | «Памяць. Пухавiцкi раён», 2003, с. 219, 681 А. Литин. Место расстрела евреев местечка Талька. Архивировано 5 мая 2020 года. |
| д. Тимковичи Копыльского района           | 25 июня 1942           | более 900                                      | А. Каганович. Вопросы и задачи исследования мест принудительного содержания евреев на территории Беларуси в 1941—1944 годах. Архивировано 26 августа 2016 года. М. Б. Ботвинник. Памятники геноцида евреев Беларуси. Минск: Беларуская навука, 2000, стр. 69; |
| г. п. Узда                                | 17 октября 1941        | 1740                                           | НАРБ. — фонд 4683, опись 3, дело 960, листы 18-20; ГАРФ, ф. 7021, оп. 87, д. 15, л. 1; |
| д. Узляны Пуховичского района             | 8 октября 1941         | 375                                            | НАРБ, ф. 378, оп. 1, д. 698, л. 4; |
| г. п. Уречье Любанского района            | 4 августа 1943         | более 1000                                     | Архив Яд-Вашем, ф. 03, д. 10773, л. 14; ЦАМО РФ, фонд 232, опись 2380, дело 7, листы 224—225. |
| д. Ухвала Крупского района                |                        |                                                | Винница Г. Р. Приложение Б. Гетто на оккупированной территории Восточной Беларуси / Холокост на оккупированной территории Восточной Беларуси в 1941—1944 годах. — Минск: Ковчег, 2011. — С. 340. — 360 с. — 150 экз. — ISBN 978-985-6950-96-7. |
| г. п. Холопеничи Крупского района         | 6 сентября 1941        | 2400                                           | НАРБ, ф. 861, оп. 1, д. 8, л. 195; Государственный архив Российской Федерации (ГАРФ). — фонд 2021, опись 87, дело 11, лист 123; Государственный архив Российской Федерации (ГАРФ). — фонд 7021, опись 97, дело 11, лист 206 |
| д. Хотенчицы Вилейского района            |                        |                                                | Л. Смиловицкий. Еврейские семейные лагеря и отряды в Белоруссии. Архивировано 20 января 2021 года. |
| г. Червень                                | 1 февраля 1942         | 1800                                           | НАРБ — фонд 4683, опись 3, дело 943, лист 183; НАРБ — фонд 4683, опись 3, дело 953, лист 22; ГАРФ, ф. 7021, оп. 87, д. 17, лл. 9-10, 14, 16-17; Архив Яд Вашем, M-33/435; 0-53/24; |
| д. Шамки Крупского района                 | 6 сентября 1941        | около 700                                      | Национальный архив Республики Беларусь (НАРБ). — фонд 861, опись 1, дело 8, лист 195; Государственный архив Российской Федерации (ГАРФ). — фонд 2021, опись 87, дело 11, лист 123; Государственный архив Российской Федерации (ГАРФ). — фонд 7021, опись 97, дело 11, лист 206 |
| д. Шацк Пуховичского района               | октябрь 1941           | около 700                                      | ГАРФ, ф. 7021, оп. 87, д. 13, л. 16; |

## Могилёвская область(51 гетто)
| населённый пункт                                      | дата уничтожения гетто      | число убитых евреев | источники |
| ----------------------------------------------------- | --------------------------- | ------------------- | --- |
| д. Антоновка Кричевского района                       | декабрь 1941                | более 30            | Государственный архив Могилёвской области (ГАМО), — фонд 57, опись 1, дело 10, лист 61-70; |
| г. п. Белыничи                                        | 12 декабря 1941             | 1200                | НАРБ, ф. 861, оп. 1, д. 9, л. 123; ГАРФ, ф. 7021, оп. 88, д. 34, л. 1; Государственный архив Могилёвской области (ГАМО), — фонд 306, опись 1, дело 10, листы 58-59; |
| г. Бобруйск                                           | 30 декабря 1941             | 25 000              | ГА Могилёвской области. — ф. 858, оп. 1, д. 96, лл. 1, 3, 4, 10; ГАРФ, фонд 7021, оп. 82, д. 2, л. 32; |
| г. Быхов                                              |                             | около 5000          | НАРБ, ф. 861, оп. 1, д. 9, л. 380; |
| д. Верещаки                                           | лето 1942                   | более 100           | Лившиц В. М. Холокост. Горки и Горецкий район. — Горки: 2020. — 148 с., ил. |
| г. п. Глуск                                           | декабрь 1941                | около 3000          | НАРБ, ф. 845, оп. 1, д. 60, л. 25; |
| г. п. Головчин Белыничского района                    | декабрь 1941                | около 200           | А. Литин, И. Шендерович. Головчин, история местечка. Архивировано 20 июля 2021 года. |
| д. Горы                                               | 17 октября 1941             | более 200           | Лившиц В. М. «Шло в бессмертье горецкое гетто…» Архивировано 6 мая 2021 года. |
| г. Горки                                              | 7 октября 1941              | более 2000          | НАРБ, ф. 845, оп. 1, д. 56, лл. 230—232; |
| г. п. Гродзянка Осиповичского района                  | 4 марта 1942                | более 150           | В. Зайцева, В, Новик. Из истории Холокоста в Осиповичском районе. Сб. тр. Центр и Фонд Холокост, М.: 2008. — Вып.4, Мы не можем молчать. Школьники и студенты о Холокосте. стр. 30 |
| д. Дараганово Осиповичского района                    |                             |                     | В. Зайцева, В, Новик. Из истории Холокоста в Осиповичском районе. Сб. тр. Центр и Фонд Холокост, М.: 2008. — Вып.4, Мы не можем молчать. Школьники и студенты о Холокосте. стр. 29 |
| г. Дашковка Могилёвского района                       | 29 сентября 1941            | 42                  | Литин А., Шендерович И. История местечка Дашково. Архивировано 25 октября 2021 года. |
| г. п. Дрибин                                          | 7 октября 1941              | более 800           | НАРБ, ф. 861, оп. 1, д. 8, л. 25-29; НАРБ, ф. 861, оп. 1, д. 9, л. 152—153; ГАРФ, ф. 7021, оп. 88, д. 37, л. 3; |
| г. п. Елизово Осиповичского района                    | 21 января 1942              | около 300           | Зайцева В., Новик В. Из истории Холокоста в Осиповичском районе // Осиповичи и евреи. История, холокост, наши дни. — 2022. |
| Искра (колхоз) Шкловского района Рыжковский сельсовет | лето 1941                   | около 100           | Государственный архив Российской Федерации (ГАРФ). — фонд 7021, опись 88, дело 50, лист 1; |
| г. Климовичи                                          | 20 ноября 1941              | более 800           | НАРБ, ф. 861, оп. 1, д. 9, лл. 469, 469а, 470; |
| г. п. Кличев                                          | 14 октября 1941             | более 600           | ГАРФ, ф. 7021, оп. 82, д. 3, л. 4; |
| г. Княжицы Могилёвского района                        | 25 сентября 1941            | 51                  | Бурачевская О. Л. Холокост — кровавый след в истории Могилевщины в годы войны. Архивировано 22 октября 2021 года. |
| г. п. Костюковичи                                     | 3 сентября 1942             | около 400           | ГА Могилёвской области. — ф. 306, оп. 1, д. 10, л. 88; |
| г. Краснополье                                        | ноябрь 1941                 | около 1000          | НАРБ, фонд 861, опись 1, дело 9, листы 329, 333об., 336об.; НАРБ, фонд 4683, опись 3: дело 767, лист 35; дело 943, лист 18; Государственный архив Могилёвской области (ГАМО), — фонд 306, опись 1, дело 10, листы 56-58, 93-95 |
| г. Кричев                                             | ноябрь 1941                 | более 360           | НАРБ, ф. 861, оп. 1, д. 9, л. 152—153, 238—239; ГАРФ, ф. 7021, оп. 88, д. 41, лл. 3, 15-18; |
| г. п. Круглое                                         | лето 1942                   | около 900           | Збор помнікау гісторыi и культуры Беларусi: Магілёуская вобласць. Мінск: БелСЭ, 1986. — стр. 263—264; Круглое / Российская еврейская энциклопедия / Главный редактор Г. Г. Брановер. — Москва: Российская академия естественных наук, Российско-израильский знциклопедический центр «ЭПОС».                                                                       |
| д. Круча Круглянского района                          | 10 октября 1941             | 169                 | И. М. Шендрович, А. Л. Литин. Гибель местечек Могилевщины. Холокост в Могилевской области в воспоминаниях и документах. Могилев: МГУ им. А. А. Кулешова, 2005, стр. 106, 112; Круча / Российская еврейская энциклопедия / Главный редактор Г. Г. Брановер. — Москва: Российская академия естественных наук, Российско-израильский знциклопедический центр «ЭПОС». |
| д. Крынки Осиповичского района                        |                             |                     | С. Лицкевич. Гетто для ангелов. Архивировано 23 июня 2018 года., Советская Белоруссия № 182 (23326). 26 сентября 2009 г. |
| д. Лапичи Осиповичского района                        | весна 1942                  | более 346           | Зайцева В., Новик В. Из истории Холокоста в Осиповичском районе // Осиповичи и евреи. История, холокост, наши дни. — 2022. |
| д. Ленино Горецкого района                            | осень 1941                  | около 200           | Лившиц В. М. «Шло в бессмертье горецкое гетто…» Архивировано 6 мая 2021 года. |
| д. Липень Осиповичского района                        |                             | более 300           | М. Б. Ботвинник. Памятники геноцида евреев Беларуси. Минск: Беларуская навука, 2000, стр. 304; РГАСПИ, ф. 69, оп. 9, д. 14, лл. 26-42; |
| д. Любоничи Кировского района                         | декабрь 1941                | около 200           | [ 15 ] |
| г. Могилёв                                            | 1941-1942                   | 10 000              | НАРБ, ф. 4, оп. 29, д. 111, л. 43; ф. 845, оп. 1, д. 9, лл. 1, 5; ГАРФ, ф. 7021, оп. 88, д. 43, л. 111; ГА Могилёвской области. — ф. 9, оп. 1, дд. 14, 15; ф. 271, оп. 1, д. 62, л. 18; ф. 259, оп. 1, д. 48, л. 60; |
| д. Молятичи Кричевского района                        | ноябрь 1941                 | около 100           | Литин А., Шендерович И. Документы Государственной чрезвычайной комиссии свидетельствуют. Архивировано 2 февраля 2022 года. |
| г. Мстиславль                                         | 15 октября 1941             | 1300                | НАРБ, ф. 845, оп. 1, д. 56, л. 63; Государственный архив Могилевской области (ГАМО), — фонд 306, опись 1, дело 10, листы 48, 120, 133, 136, 139, 151—154; РГАСПИ, — фонд 17, опись 125, дело 250, листы 56-57; «Преступления немецко-фашистских оккупантов в Белоруссии», стр. 180—182;                                                                           |
| д. Напрасновка Горецкого района                       | 22 марта 1942               | боле 300            | НАРБ, ф. 845, оп. 1, д. 6, л. 55; НАРБ, ф. 861, оп. 1, д. 9, л. 903; |
| г. Осиповичи                                          | осень 1941 — 5 февраля 1942 | 420—440             | НАРБ, ф. 845, оп. 1, д. 60, л. 57; ГА Могилёвской области. — ф. 852, оп. 1, д. 1, л. 169; |
| д. Пичевка Дрибинского района                         | октябрь 1941                | около 400           | Лившиц В. Где захоронены расстрелянные люди, или загадка Холокоста в деревне Пичевке Дрибинского района. Архивировано 25 сентября 2021 года. |
| д. Рудковщина Горецкого района                        | 12 марта 1943               | несколько десятков  | Лившиц В. М. «Шло в бессмертье горецкое гетто…» Архивировано 6 мая 2021 года. |
| д. Рыжковичи Шкловского района                        | октябрь 1941                | более 2700          | Рыжковичи / Российская еврейская энциклопедия / Главный редактор Г. Г. Брановер. — Москва: Российская академия естественных наук, Российско-израильский знциклопедический центр «ЭПОС». |
| д. Рясно Дрибинского района                           | 3 марта 1942                | около 600           | НАРБ, ф. 861, оп. 1, д. 9, л. 152—153; ф. 3500, оп. 4, д. 125, л. 15; И. М. Шендрович, А. Л. Литин. Гибель местечек Могилевщины. Холокост в Могилевской области в воспоминаниях и документах. Могилев: МГУ им. А. А. Кулешова, 2005, стр. 68 |
| д. Самотевичи Костюковичского района                  | ноябрь 1941                 | около 200           | Самотевичи / Российская еврейская энциклопедия / Главный редактор Г. Г. Брановер. — Москва: Российская академия естественных наук, Российско-израильский знциклопедический центр «ЭПОС». |
| д. Сапежинка Быховского района                        | сентябрь 1941               | около 90            | ГАРФ, ф. 7021, оп. 88, д. 532, л. 34; |
| г. Свислочь Осиповичского района                      | осень 1942                  | более 1000          | Л. Смиловицкий. По следам еврейских кладбищ Беларуси. Свислочь. Архивировано 18 мая 2021 года. |
| г. Славгород (Пропойск)                               | октябрь 1941                | около 100           | ГА Могилёвской области. — ф. 300, оп. 1, д. 1, л. 6-7; |
| г. Хотимск                                            | 4 сентября 1942             | около 800           | НАРБ, ф. 4683, оп. 3, д. 1047, л. 58; ГАРФ, ф. 7021, оп. 88, д. 532, л. 19; |
| г. Чаусы                                              |                             |                     | ГАРФ, ф. 7021, оп. 88, д. 48, л. 1; |
| г. Чериков                                            | октябрь 1941                | около 500           | ГАРФ, ф. 7021, оп. 88, д. 532, л. 17; ГАРФ, ф. 8114, опись 1, дело 955, листы 9-10; |
| д. Черневка Дрибинского района                        | сентябрь 1941               | 800                 | НАРБ, ф. 861, оп. 1, д. 9, лл. 152а, 153; 302—304; И. М. Шендрович, А. Л. Литин. Гибель местечек Могилевщины. Холокост в Могилевской области в воспоминаниях и документах. Могилев: МГУ им. А. А. Кулешова, 2005, стр. 61 |
| д. Шамово Мстиславского района                        | 1 февраля 1942              | около 700           | Трепачева Н. За одну ночь война забрала жизни 437 жителей местечка Шамово. Архивировано 19 октября 2021 года. |
| д. Шепелевичи Круглянского района                     | 12 декабря 1941             | не мене 100         | А. Литин, И. Шендерович. Холокост в Шепелевичах. Архивировано 1 мая 2021 года. |
| г. Шклов (2)                                          |                             |                     | ГАРФ, ф. 7021, оп. 88, д. 50, л. 1об.; |
| г. п. Эсьмоны Белыничского района                     | декабрь 1941                |                     | А. Литин, И. Шендерович. Эсьмоны, история местечка. Архивировано 20 июля 2021 года. |
| г. Ясень Осиповичского района                         | 2 марта 1942                | около 150           | Дрозд Е. От Освенцима до Ясеня. Архивировано 15 июня 2021 года. |